# 앨릭스 D. 린츠
앨릭스 데이비드 린츠(Alex David Linz, 1989년 1월 3일 ~ )는 미국의 배우이다.

## 출연 작품
- 나 홀로 집에3 - 알렉스 프루이트 역
- 어느 멋진 날 - 샘미 파커 역